# Captura de la corbeta Socabaya
La captura de la corbeta Socabaya, el 17 de agosto de 1838, fue una acción naval de la Guerra contra la Confederación Perú-Boliviana logrado gracias a la audacia del marino chileno Carlos García del Postigo.

## Antecedentes
El 17 de abril de 1838 zarpó la primera división de la Escuadra a cargo del Capitán de Navío Carlos García del Postigo con los siguientes buques: corbeta "Valparaíso", bergantín "Aquiles", bergantín "Arequipeño" y goleta "Colo Colo", fondeando en la isla San Lorenzo el 29 del mismo mes.
Las condiciones para efectuar el bloqueo se vieron obstaculizadas por la acción de los países neutrales, especialmente europeos, que desconocieron las formalidades exigidas por el derecho internacional para establecer el bloqueo.
Con todas estas restricciones y dificultades impuestas por la manifiesta parcialidad de esas poderosas naciones, el jefe de la primera división chilena hubo de limitarse a impedir la salida de los buques de guerra de la Confederación, que se encontraban asilados bajo las baterías de El Callao. Estos eran la corbeta "Socabaya", la goleta "Yanacocha" y los bergantines "Fundador" y "Junín".
Mientras la primera división naval mantenía el bloqueo, en Chile, el General Manuel Bulnes Prieto preparaba el Ejército  Unido Restaurador, el que el 6 de julio de 1838 se encontraba embarcado con 5.400 efectivos.
La segunda división, al mando del Capitán de Navío Roberto Simpson, compuesta por la fragata "Monteagudo", la barca "Santa Cruz", la goleta "Janequeo" y 26 transportes conduciendo el Ejército Restaurador, zarpó el 10 de julio de 1838, en medio del entusiasmo de los habitantes de Valparaíso.
Mientras esto sucedía, en el Perú se producían cambios políticos, pues el General José de Orbegoso se había rebelado en contra del Mariscal Andrés de Santa Cruz y declarado la independencia del Estado del Norte del Perú, que incluía El Callao, segregándose de la Confederación.
Esta noticia fue recibida con alegría y optimismo por el General Bulnes, quien pensando que el General Orbegoso se podría convertir en un importante aliado en la lucha contra la Confederación, determinó fondear en El Callao y desembarcar pacíficamente para poder llegar a un acuerdo con el General peruano. Grande fue su sorpresa de que el General Orbegoso enviara un emisario llevando su declaración de guerra a Chile.
Considerando lo anterior, el General Bulnes se dirigió a Ancón con la segunda división naval, donde desembarcó su expedición. Cumplida la etapa de desembarco de dirigió a Chorrillos.

## La captura
El 14 de agosto de 1838 el General Orbegoso declaró rotas las hostilidades contra Chile. Lo que indujo al Comandante García del Postigo a entrar a El Callao el 17 de ese mes, para intercambiar el fuego de sus baterías con las de tierra, con el fin de conocer el alcance de estas últimas.
Conseguido su propósito, el Comandante García del Postigo planeó apoderarse de la corbeta "Socabaya" y del bergantín "Fundador", que permanecían al ancla cerca del muelle bajo la protección de las baterías de tierra.
A las 11.30 de la noche dos pequeñas divisiones de fuerzas sutiles se largaban de los costados de los buques de la Escuadra, la primera a cargo del Mayor José Angulo, formada por tres lanchas cañoneras y la segunda al mando del Teniente 1.º Leoncio Señoret Montagne y compuesta por botes y lanchas de los buques.
Bogaron sigilosamente para evitar ser descubiertos, pero a pesar de ello, la activa vigilancia de los castillos y baterías los descubrió y un vivísimo fuego de cañón y fusilería cayó sobre ellos.
Ello no fue impedimento para que se redoblara la boga con inquebrantable decisión, mientras las cañoneras respondían el fuego enemigo.
Las tripulaciones chilenas abordaron la corbeta "Socabaya" y bajo una granizada de balas la sacaron de su fondeadero, luego intentaron capturar el bergantín "Fundador" que estaba más adentro en el fondeadero pero había sido hundido por los peruanos para evitar su captura pero se lograron capturar 4 lanchas cañoneras que estaban en el fondeadero.

## Consecuencias
Las lanchas y botes se retiraron junto con la "Socabaya" a la isla San Lorenzo, sin haber sufrido baja alguna. El bergantín "Fundador" yacía hundido, por acción de sus propios marinos.
En cuanto a la goleta "Yanacocha" y el bergantín "Junín" fueron desarmados y pasaron de propietario a Alejandro Elías, en pago de víveres., por lo que, para efectos prácticos, la armada confederada dejaba de existir. Solo más adelante, cuando el protector Andrés de Santa Cruz armara otra flota de buques y otorgara patente de corso, se volvería a amenazar a Chile por el mar.
Tres días después de este hecho de armas, Manuel Bulnes Prieto triunfaba en el Batalla de Portada de Guías y entraba a Lima.